# Konstantin Raudive
Konstantīns Raudive (Asüne (Dagda, Letonia), 30 de abril de 1909 - Bad Krozingen (Alemania), 2 de septiembre de 1974) fue un escritor, filósofo y psicólogo letón; discípulo de Carl Gustav Jung. Es también conocido por sus contribuciones en parapsicología, especialmente las referidas al fenómeno llamado de las "voces electrónicas" (psicofonías o parafonías)

## Investigador de las EVP
En 1964, Raudive, que, tras la Segunda Guerra Mundial, se trasladó a Suecia, leyó en Estocolmo el libro de Friedrich Jürgenson Voces desde el espacio, e impresionado con su lectura, se las arregló para contactar con el autor en 1965. Los primeros esfuerzos conjuntos de ambos en la experimentación psicofónica dieron pocos frutos, a pesar de que creían apreciar voces muy débiles y confusas. Una noche, sin embargo, según relata el propio Raudive, mientras escuchaba una grabación percibió claramente un cierto número de voces. Después de escuchar la cinta una y otra vez, empezó a distinguir las palabras de una mujer que preguntaba, en alemán: "¿Conoces a Margarete, Konstantin?", continuando en letón: "Estamos lejos. ¡Habla!" y concluyendo con una afirmación en francés: "Ve a dormir! Margarete!". Según Raudive: "Estas palabras causaron una profunda impresión en mí, puesto que Margarete Petrautzki había muerto recientemente y su enfermedad y muerte me habían afectado en gran medida". Margarete Petrautzki había sido durante 10 años secretaria de la escritora báltica Zenta Maurina, esposa de Raudive, y había muerto en febrero de 1965, a causa de un cáncer.
Raudive comenzó en junio de 1965 la actividad de promoción de psicofonías que le hizo conocido y se dedicó a ella en exclusiva a lo largo de los restantes nueve años de su vida. Con la ayuda de varios técnicos llegó a grabar más de 80.000 cintas de audio, la mayoría de las cuales fueron obtenidas dentro de lo que él consideraba como "estrictas condiciones de laboratorio." Colaboró en numerosas ocasiones con los parapsicólogos Hans Bender, catedrático de Psicología en la Universidad de Friburgo de Brisgovia, y Alex Schneider, profesor de Física en la Universidad suiza de Sant Gallen y conocido en el mundo del fenómeno psicofónico. Raudive hizo públicas sus afirmaciones en 1968 con su obra Unhörbares wird Horbar ("Lo inaudible se vuelve audible"), cuya edición en inglés de 1971 se tituló Breakthrough ("Abriendo brecha"). Una segunda publicación, en 1973, se tituló Überleben wir den Tod? Neue Experimente mit dem Stimmen-phänomen ("¿Sobreviven los muertos? Nuevos experimentos con el fenómeno de las voces").
Raudive describió las siguientes características de las voces "psicofónicas" que aparecen grabadas en cinta magnética:
- "Las entidades ("the voice-entities") hablan muy rápido, con una mezcla de idiomas, a veces hasta cinco o seis en una sola frase".
- "Hablan a un ritmo característico, lo que parece ser forzado en ellas por el sentido de la comunicación que emplean".
- "El modo rítmico del discurso impone una frase u oración acortada, de estilo telegráfico".
- "Probablemente debido a estas restricciones, las reglas gramaticales son frecuentemente obviadas y abundan los neologismos".

En cuanto a la causa del "fenómeno de las voces", Raudive fue defensor de la hipótesis llamada "trascendental", considerando por completo inadecuada la hipótesis, también contemplada en el resto del campo parapsicológico, de que tales grabaciones puedan ser efecto de presuntas capacidades mentales inconscientes de los operadores (hipótesis llamada "animista").

## Otras obras

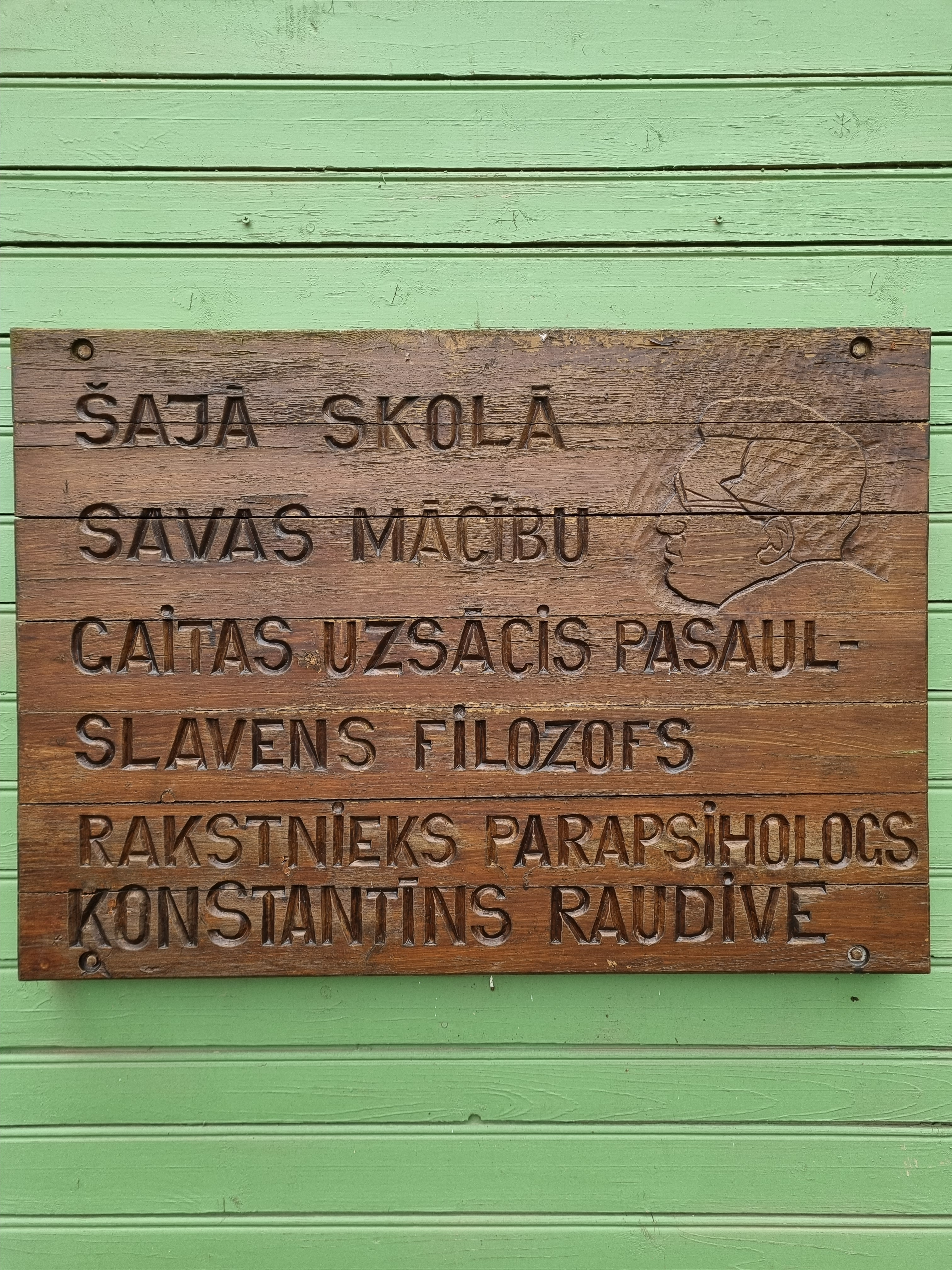
Placa conmemorativa.

Son anteriores a Unhörbares wird Horbar (Remagen, 1968) las siguientes obras de Raudive, entre otras: Der Chaos-Mensch und seine Überwindung (Memmingen, 1951) ("El caos humano y su superación"), Das unsichtbare Licht (Zürich, 1956) ("La luz invisible"), Asche und Glut (Memmingen, 1961) ("Ceniza y brasa") y Helligkeit und Zwielicht (Memmingen, 1966) ("Claridad y media luz"). En 1976 apareció la obra póstuma Der Fall Wellensittich, que expone la investigación llevada a cabo por Raudive, a partir de marzo de 1972, del caso de "Putzi", el periquito que emitía con voz humana frases que parecían corresponder a la que había sido su dueña: una fallecida hija adolescente del matrimonio Von Damaros, residente en la ciudad alemana de Hamburgo.
La localidad de Asūne, al sureste de Letonia, alberga el Memorial Room of Konstantīns Raudive, que reúne textos y objetos relativos a la vida y obra de esta personalidad.